# Kuortanolompolo
Kuortanolompolo eller Kuortanolampi är en sjö i Finland. Den ligger i kommunen Kittilä i landskapet Lappland, i den norra delen av landet, 900 km norr om huvudstaden Helsingfors. Kuortanolampi ligger 221,1 meter över havet. Arean är 15,8 hektar och strandlinjen är 1,62 kilometer lång. Sjön  ingår i Kemi älvs huvudavrinningsområde. 